# Anju, Pyongan de Sud
Anju este un oraș în provincia Pyongan de Sud, R.P.D. Coreea. În 2008, populația sa număra 240.117 de locuitori. Râul Ch'ongch'on trece prin acest oraș. 
Orașul este împărțit în 20 de cartiere (dong) și 22 de sate (ri):
| - Chŏnsan-dong (전산동) - Kubong-dong (구봉동) - Namch'ŏn-dong (남천동) - Namp'yŏng-dong (남평동) - Namhŭng-dong (남흥동) - Tŏksŏng-dong (덕성동) - Toksan-dong (독산동) - Tŭngbangsan-dong (등방산동) - Ryongyŏn-dong (룡연동) - Munbong-dong (문봉동) - Misang-dong (미상동) - Songam-dong (송암동) - Sinwŏn-dong (신원동) - Yŏkchŏn-dong (역전동) - Wŏnhŭng-dong (원흥동) - Ch'angsong-dong (창송동) - Ch'ŏngsong-dong (청송동) - Ch'ŏngch'ŏn'gang-dong (청천강동) - Ch'ilsŏng-dong (칠성동) - P'ungyŏn-dong (풍년동) - Changch'ŏl-li (장천리) | - Chunghŭng-ri (중흥리) - Kuryong-ri (구룡리) - Namch'il-li (남칠리) - Pallyong-ri (반룡리) - P'yŏngryul-li (평률리) - Ripsŏng-ri (립석리) - Ryongbong-ri (룡복리) - Ryongdam-ri (룡담리) - Ryonggye-ri (룡계리) - Ryonghŭng-ri (룡흥리) - Ryonghwa-ri (룡화리) - Ryongjŏl-li (룡전리) - Sangsŏ-ri (상서리) - Sinhŭng-ri (신흥리) - Songdo-ri (송도리) - Songhang-ri (송학리) - Sŏnhŭng-ri (선흥리) - Unhang-ri (운학리) - Unsong-ri (운송리) - Wŏnp'ung-ri (원풍리) - Yŏnp'ung-ri (연풍리) |